# 王立委員会
王立委員会（Royal Commission）は、イギリスにおいて国王により指名される枢密院のメンバーのうち、王にかわって議会に関する特定の職務を執行する委員会である。また、英連邦諸国における、重要問題に対する公的な調査委員会をも指す。

## イギリス枢密院
イギリス枢密院の機関としての王立委員会は、Lords Commissioners とも呼ばれる。特定の職務には、国会の開会・閉会、新たに選ばれた庶民院議長の確認、そして国王裁可の承諾がある。
王立委員会は大法官が主宰するのが慣例であった。2005年憲法改革法施行を受け、ブラウン内閣以降は庶民院議員が大法官に就くようになったため、貴族院議長が王立委員会を主宰するようになっている。
2017年現在、王立委員会は大法官、カンタベリー大主教、貴族院議長、貴族院院内総務（通常、王璽尚書が兼ねる）、影の内閣貴族院院内総務、貴族院野党第二党代表、中立議員代表を以て構成されている。ただしカンタベリー大主教は欠席を通例とし、大法官もブラウン内閣以降は欠席している。

## イギリス連邦
ニュージーランドではカンタベリー地震 (2011年2月) で崩壊したCTVビルの調査のため王立委員会を設置する方針となっている。